# Brad Lackey
Brad Lackey (Berkeley, Californië, 8 juli 1953) is een Amerikaans voormalig motorcrosser.

## Carrière
In 1970 kreeg Lackey de aanbieding om met ČZ te rijden en in 1971 wist hij als tweede te eindigen in het outdoor kampioenschap 500cc. Dat jaar stuurde ČZ Lackey naar Tsjecho-Slowakije om deel te nemen in een trainingskamp. Hij kon ook al eens proeven van het Wereldkampioenschap motorcross 250cc, waarin hij een paar wedstrijden meereed. Kawasaki bood hem een plaats aan in hun fabrieksteam en in 1972 werd Lackey outdoor kampioen in de 500cc. Hij had echter zijn zinnen gezet op het Wereldkampioenschap. In 1973 vertrok Lackey naar Europa, in wat een tien jaar durende jacht zou worden op een wereldtitel 500cc. Gedurende deze jaren reed hij voor verschillende constructeurs zoals Kawasaki, Husqvarna, Honda en Suzuki. Hij werd tweemaal vice-wereldkampioen in 1978 en 1980. Hij had vaak te maken met pech op de slechtst mogelijke momenten, waardoor de Europeanen hem Bad Luckey begonnen te noemen. Het leek erop dat hij nooit zijn droom zou waarmaken. Uiteindelijk wist hij in 1982 zijn eerste en enige wereldtitel in de wacht te slepen met Suzuki. Na zijn overwinning besloot Suzuki om hun sponsoring terug te schroeven en kwam Lackey zonder motor te zitten.
Hij besloot te stoppen met motorcross op een hoogtepunt, als wereldkampioen.

## Palmares
- 1972: AMA outdoor kampioen 500cc
- 1982: Wereldkampioen 500cc